# Hinsingen
Hinsingen település Franciaországban, Bas-Rhin megyében. Lakosainak száma 79 fő (2022. január 1.). Hinsingen Honskirch, Kirviller, Sarralbe, Altwiller, Bissert és Harskirchen községekkel határos.

## Népesség
A település népességének változása:
| Lakosok száma | 85   | 89   | 90   | 87   | 84   | 82   | 80   | 81   | 79   |
|               | 2013 | 2015 | 2016 | 2017 | 2018 | 2019 | 2020 | 2021 | 2022 |